# 2018年冬季奧林匹克運動會中華台北代表團
2018年冬季奧林匹克運動會中華台北代表團是中華民國（台灣）以「中華台北」名義所派出的2018年冬季奧林匹克運動會代表團。這是台灣第10次以「中華台北」名義參加冬奧。

## 雪橇
中華台北雪橇代表隊選手連德安因為在2017–18賽季雪橇世界盃排名前38名而取得冬奧資格。
| 运动员 | 项目     | 第一次 | 第一次 | 第二次 | 第二次 | 第三次 | 第三次 | 第四次 | 第四次 | 总计     | 总计 |
| 运动员 | 项目     | 时间   | 排名   | 时间   | 排名   | 时间   | 排名   | 时间   | 排名   | 时间     | 排名 |
| ------ | -------- | ------ | ------ | ------ | ------ | ------ | ------ | ------ | ------ | -------- | ---- |
| 連德安 | 男子單人 | 52.121 | 39     | 51.472 | 39     | 50.545 | 40     | 未晋级 | 未晋级 | 2:34.138 | 38   |

## 競速滑冰
中華台北競速滑冰代表隊選手宋青陽和黃郁婷憑藉2017–18賽季世界杯分站賽的表現獲得冬奧資格。2018年1月底，另一名男子競速滑冰選手戴瑋麟獲分配到一個空出的席位，成為第四位獲得2018年平昌冬奧資格的中華台北隊選手。
| 運動員 | 項目         | 时间    | 排名 |
| ------ | ------------ | ------- | ---- |
| 宋青陽 | 男子500公尺  | 35.86   | 34   |
| 戴瑋麟 | 男子1500公尺 | 1:50.63 | 34   |
| 黃郁婷 | 女子500公尺  | 38.98   | 22   |
| 黃郁婷 | 女子1000公尺 | 1:16.44 | 20   |
| 黃郁婷 | 女子1500公尺 | 2:18.84 | 26   |

## 外部連結
- 中華奧林匹克委員會專頁（页面存档备份，存于）